# Menandros I. Sótér
Menandros I. Sótér (starořecky: Μένανδρος Σωτήρl), byl řecko-baktrijský a později indo-řecký král, jenž vládl kolem 165/155–130 př. n. l. a spravoval velké území v severozápadních oblastech indického subkontinentu ze svého hlavního města Sagala (dnešní Sialkot v Pákistánu). Menandros je především známý pro svou patronaci a snad i konvertování k buddhismu. Jeho období bývá považováno za vrcholnou dobu panování indo-řeckých králů.

## Panování
Z období panování krále Menandra se dochovalo mnoho mincí, což svědčí o vzkvétajícím obchodu a dlouhověkosti jeho říše. Menandros byl také patronem buddhismu a jeho rozhovory s buddhistickým mudrcem Nágasénou jsou zaznamenány v důležitém buddhistickém díle Milinda Paňha („Otázky krále Milindy“). Po jeho smrti v roce 130 př. n. l. jej vystřídala jeho manželka Agathokleia, který vládl jako regent za svého syna Strata I. Dle buddhistická tradice měl předat své království svému synovi, ale Plútarchos vypráví, že zemřel v táboře během vojenského tažení a jeho ostatky byly rovnoměrně rozděleny mezi města, a následně měly být uloženy v monumentech, snad se mohlo jednat o stúpy, napříč jeho říší.

## Mince z období jeho vlády
Z období panování krále Menandra se zachoval nesmírný korpus stříbrných a bronzových mincí vysoké kvality. Za jeho vlády dosáhla fúze mezi indickými a řeckými mincovními standardy svého vrcholu. Na mincích je uváděna nejen legenda v řečtině: ΒΑΣΙΛΕΩΣ ΣΩΤΗΡΟΣ ΜΕΝΑΝΔΡΟΥ (BASILEOS SOTEROS MENANDROU), ale také v kharóšthí : MAHARAJA TRATARASA MENADRASA). Oba nápisy znamenají: Král
Mezi jeho emitacemi byl též nalezen chalkon vyobrazující slona a zvoneček na korálcích, který se již objevil u Démétria I. Oproti tomu hemichalkon, tzv. lepton, vyobrazuje na averzu kolo s osmi loukotěmi. Oba výše zmíněné symboly silně inklinují k buddhismu a buddhistické tradici, neboť v raných fázích buddhismus byl anikonický a samotný Buddha byl vyobrazován v zástupných symbolech.

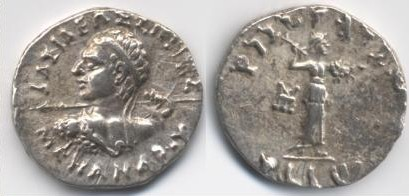
Stříbrná tetradrachma mající na averzu legendu v řečtině: ΒΑΣΙΛΕΩΣ ΣΩΤΗΡΟΣ ΜΕΝΑΝΔΡΟΥ (BASILEOS SOTEROS MENANDROU). Reverz obsahuje Athénu s bleskem a štítem a legendu v kharóšthí: MAHARAJA TRATARASA MENADRASA.